# Dorothy Swinyard
Dorothy Swinyard (Dorothy Joan Swinyard, verheiratete Chipchase; * 17. Februar 1951) ist eine ehemalige britische Diskuswerferin und Kugelstoßerin.
Bei den British Commonwealth Games 1974 in Christchurch wurde sie für England startend Fünfte im Diskuswurf. Im Kugelstoßen qualifizierte sie sich für das Finale, trat dort aber nicht an.
1973 wurde sie Schottische Meisterin im Diskuswurf.
Sie ist mit dem Hammerwerfer Ian Chipchase verheiratet.

## Persönliche Bestleistungen
- Kugelstoßen: 13,96 m, 6. Oktober 1973, London
- Diskuswurf: 51,60 m, 20. Juli 1973, London